# 헬로우 마이 러브
"헬로우 마이 러브"는 2009년에 개봉한 대한민국의 영화이다.

## 캐스팅
- 조안 : 김호정 역
- 오민석 : 유원재 역
- 류상욱 : 이동화 역
- 양은용 : 여진영 역
- 김민교 : 박문기 역
- 김정민 : 이하나 역
- 민아령 : 조유희 역
- 성인자 : 원재 모 역
- 박영 : 원재 조부 역
- 벤자민 크루거 : 마티 역
- 이경실 : 무당 역
- 정민성 : 판사 역
- 홍준규 : 호정 남편 역
- 김보라 : 와인바 직원 역
- 신현탁 (우정출연)